# Свети Димитър (Мирково)
Вижте пояснителната страница за други значения на Свети Димитър.
„Свети Димитър“ е възрожденска православна църква в пирдопското село Мирково, България.

## История
Църквата е построена в 1834 година и преустрена в 1894 година. Според Асен Василиев в 1850 година стенописите и иконите в църквата са изпълнени от дебранина Давид Георгиев. В 1894 година обаче стенописите са замазани. Запазени са в женската църква и аркадата.  Иконите в храма са добре изпълнени. Иконата на свети Харалампий е подписана „Ктиторъ годподинъ Харалампiѧ Нончувъ: правецъ Давид Геѡргиевъ; въ лѣто 1866 чума“. От Давид Георгиев е и престолното разпятие в същия храм с подпис „Рука Двду 1857“. Същият подпис има и на изображението на Архангел Михаил на олтарната врата с дата 1850. След проведената в 2004 година реставрация на храма в църквата са възстановени много повече стенописи, но няма датиращи надписи. По стилови белези стенописите от емпорията и аркадата са на Давид Зограф, но има и от втори майстор, вероятно на негов ученик, което е косвено указание, че са изписвани през втората половина на ХІХ век.